# Davida
Davida je  žensko osebno ime.

## Izvor imena
Ime Davida je ženska oblika moškega osebnega imena David.

## Pogostost imena
Po podatkih Statističnega urada Republike Slovenije je bilo na dan 31. decembra 2007 v Sloveniji število ženskih oseb z imenom Davida: 5.

## Osebni praznik
Osebe z imenom Davida lahko godujejo takrat kot David.